# ایستگاه راه‌آهن لیل اروپا
ایستگاه راه‌آهن لیل اروپا (انگلیسی: Gare de Lille Europe) یک ایستگاه مخصوص خط‌های قطار تندرو در لیل، فرانسه است.
این ایستگاه که در سال ۱۹۹۴ تأسیس شده جزئی از خط‌های ت ژ و، یورواستار و تالیس است.

## نگارخانه

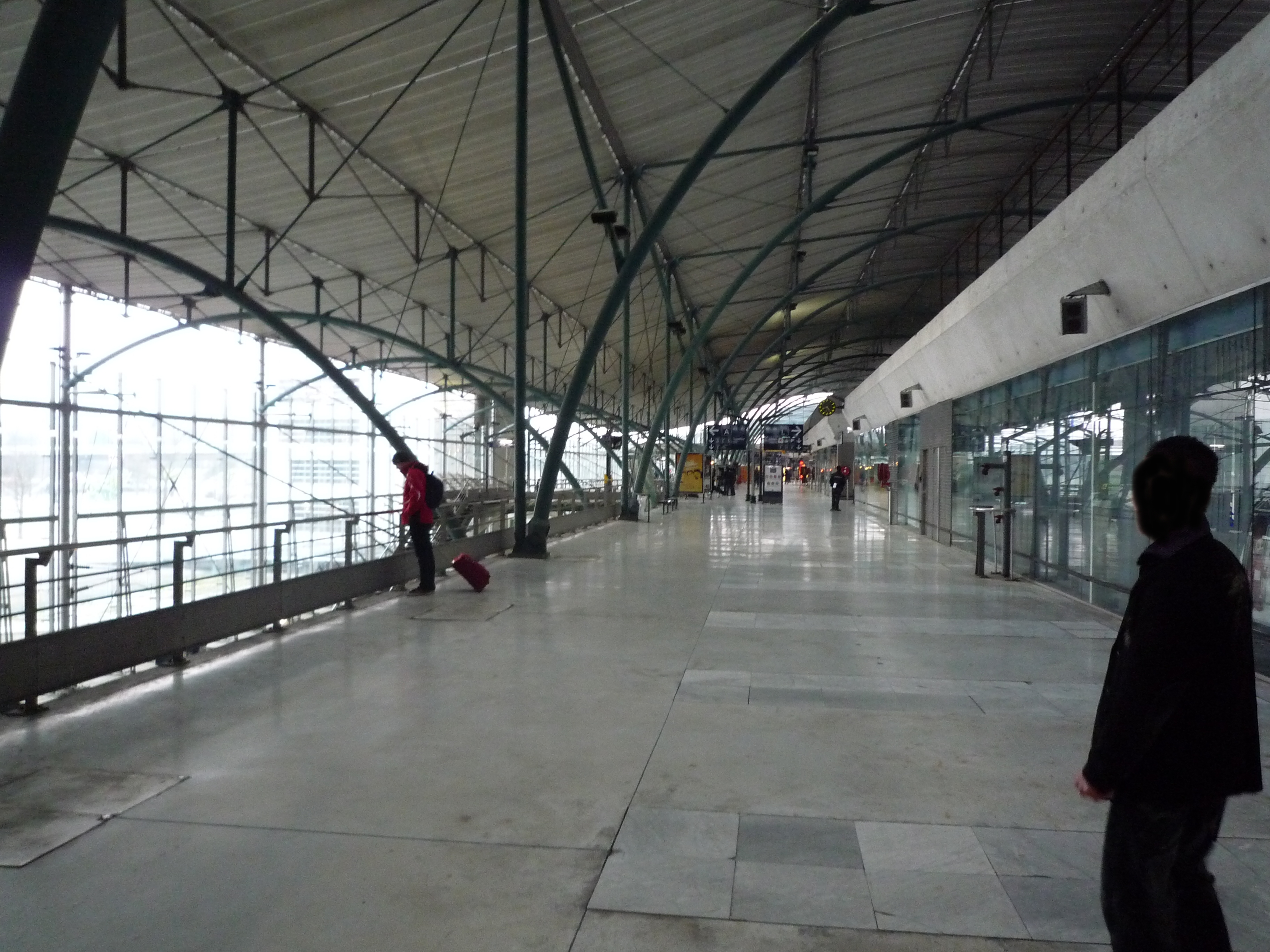
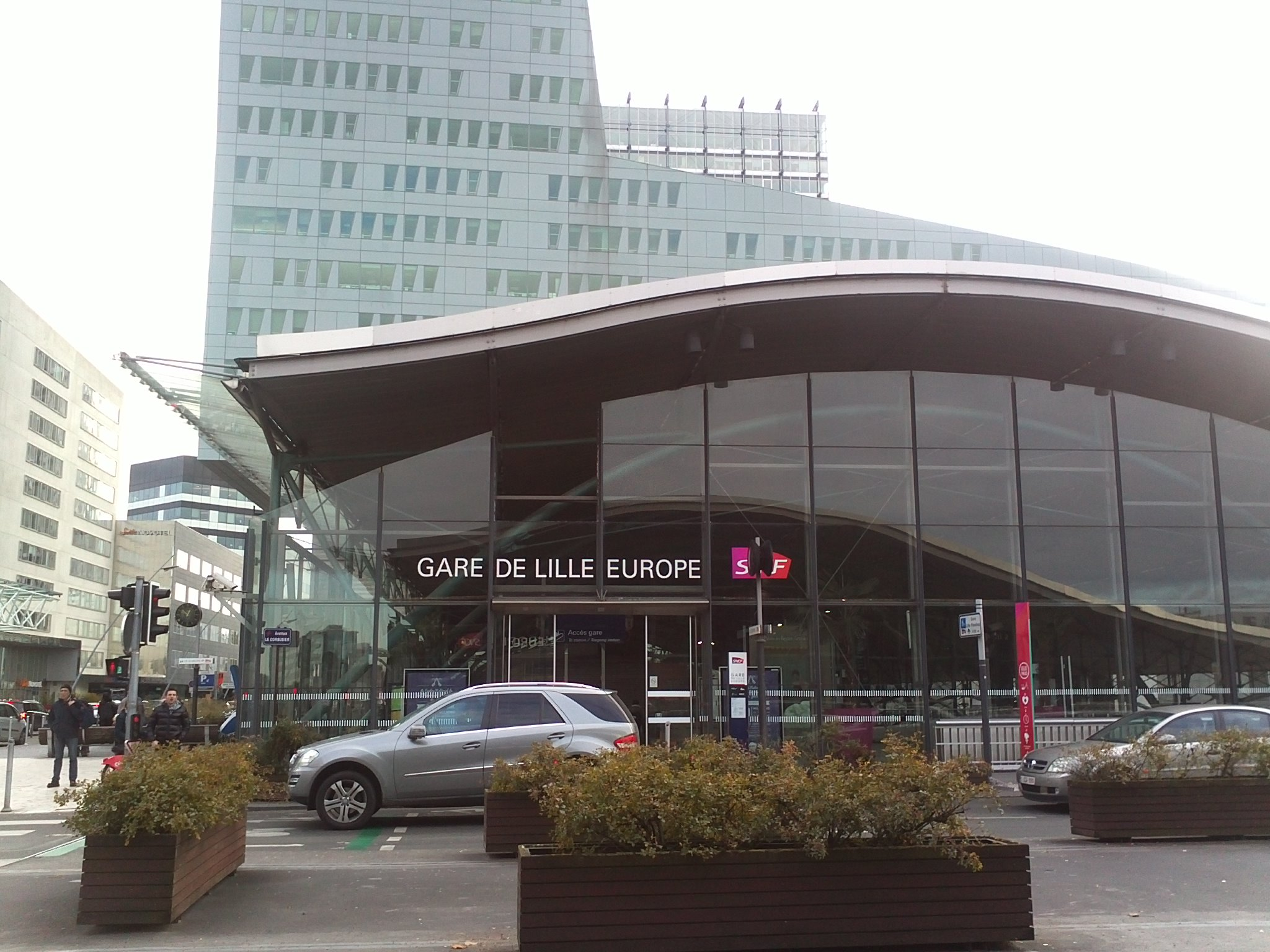
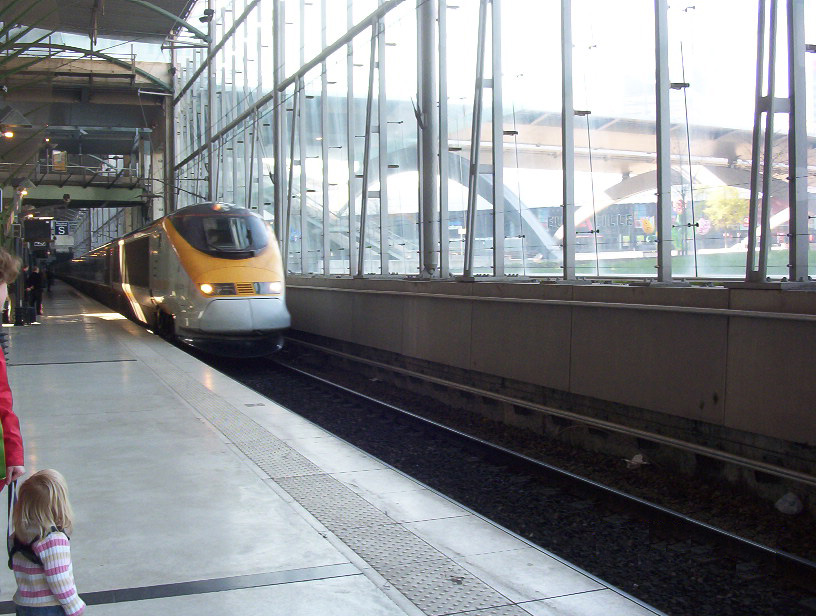
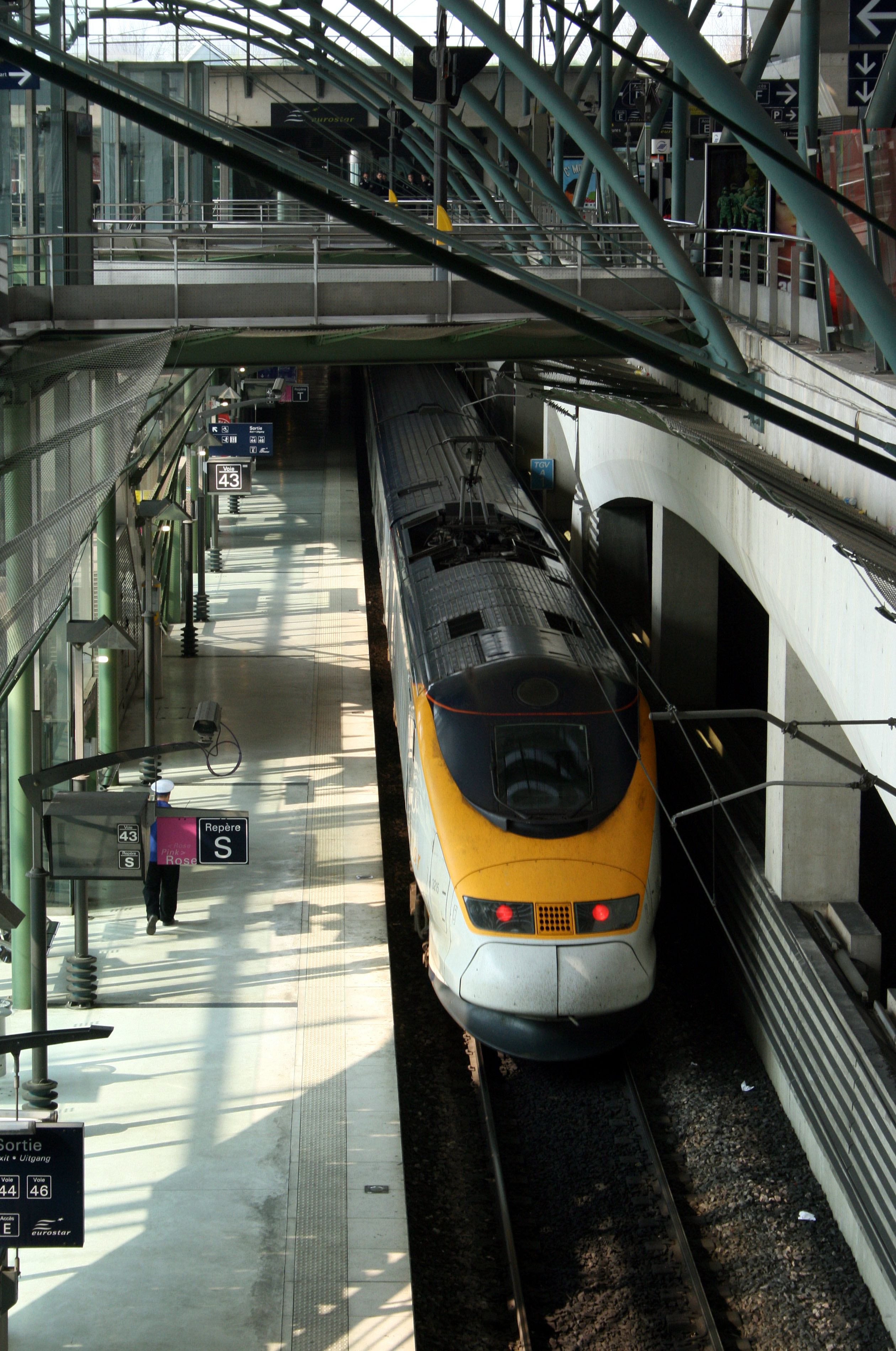
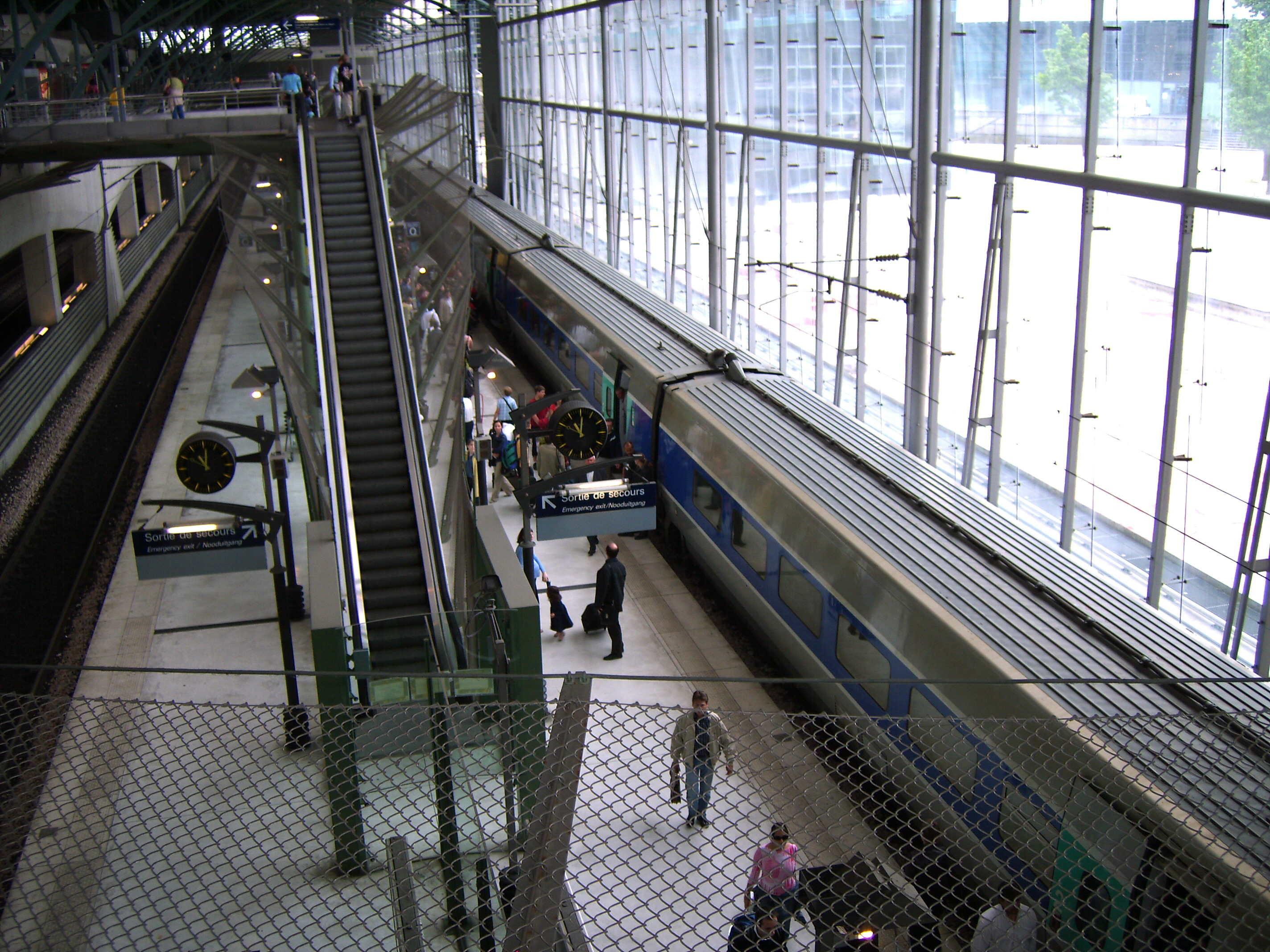